# Andrei Andrejewitsch Markow (Mathematiker, 1856)

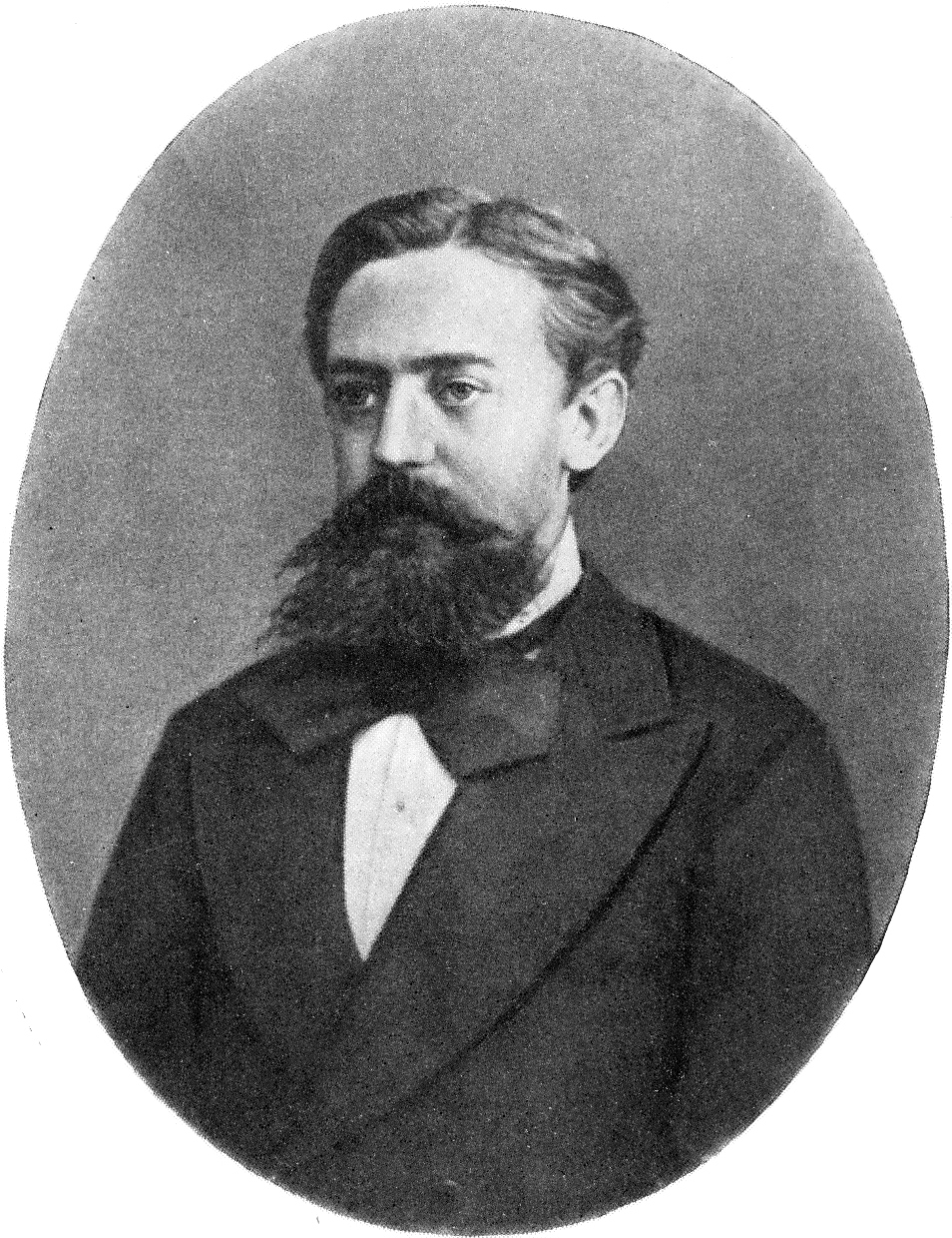
Andrei A. Markow

Andrei Andrejewitsch Markow (russisch Андрей Андреевич Марков, wiss. Transliteration Andrej Andreevič Markov, früher auch als Markoff transkribiert; * 2. Junijul. / 14. Juni 1856greg. in Rjasan; † 20. Juli 1922 in Petrograd) war ein russischer Mathematiker, der für seine Pionierarbeit in der Wahrscheinlichkeitstheorie bekannt ist, insbesondere durch die Entwicklung der Markow-Ketten, die stochastische Prozesse mit einer speziellen Eigenschaft der Gedächtnislosigkeit modellieren. Er leistete bedeutende Beiträge zur Analysis und Zahlentheorie.

## Leben

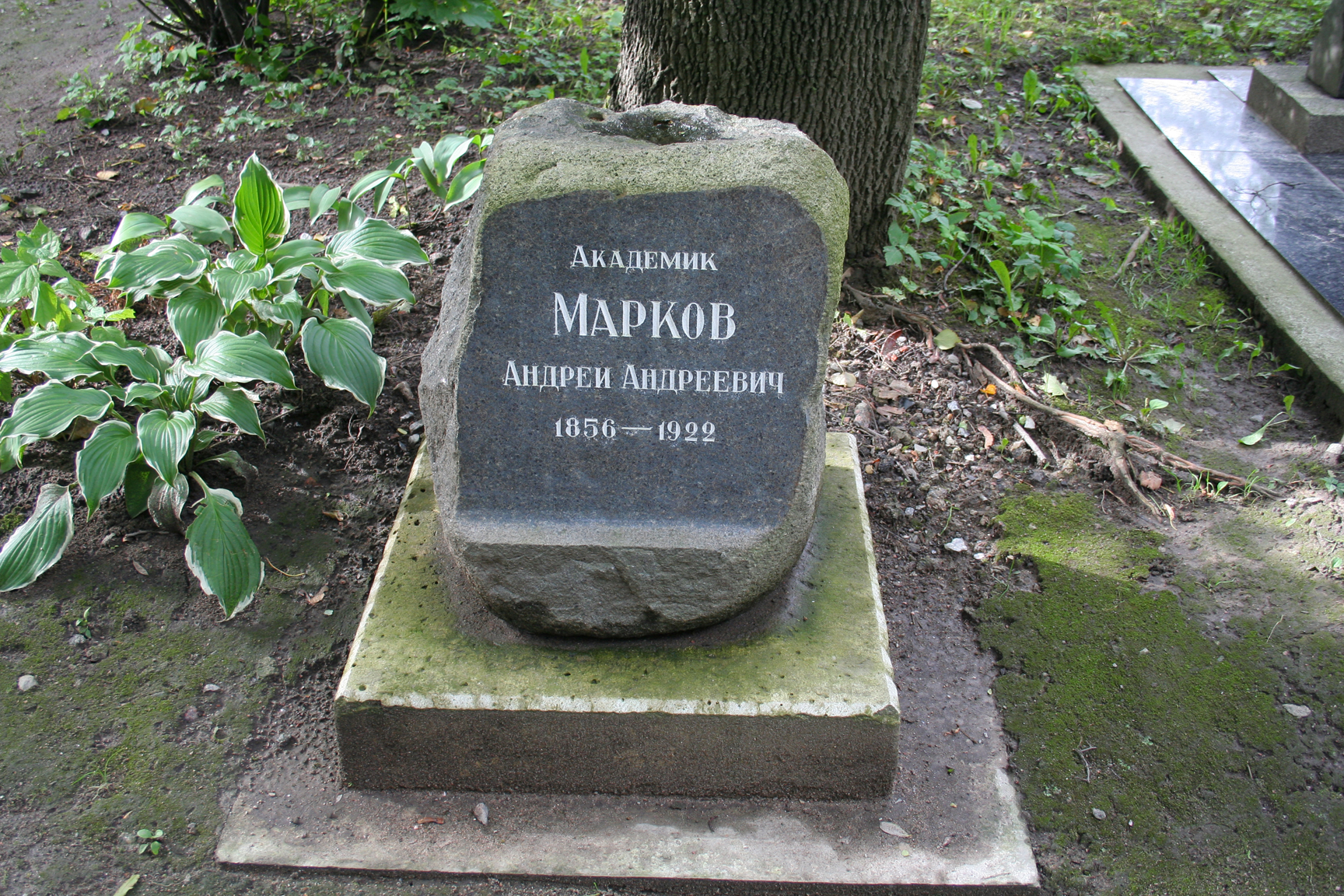
Markows Grab auf dem Wolkowo-Friedhof in Sankt Petersburg

Markow wurde in Rjasan geboren. Er studierte 1874–1880 unter anderem bei Pafnuti Tschebyschow in Sankt Petersburg. 1885 verteidigte er seine Habilitationsschrift Über einige Anwendungen algebraischer Kettenbrüche und wurde 1886 außerordentlicher Professor an der Fakultät für Mathematik und Physik der kaiserlichen Universität Sankt Petersburg. Im selben Jahr wurde er Mitglied der Russischen Akademie der Wissenschaften.
Sein Bruder Wladimir Andrejewitsch Markow (1871–1897), der früh an Tuberkulose starb, war ebenfalls Mathematiker. Eine Ungleichung ist nach den Brüdern benannt.
Nach ihm und dem Astrophysiker Alexander Wladimirowitsch Markow ist der Mondkrater Markov benannt. Im Jahr 2001 wurde der Asteroid (27514) Markov nach ihm benannt.
Sein Sohn Andrei Andrejewitsch Markow (1903–1979) war ebenfalls Mathematiker.

## Werk
Markow ist vor allem für die Theorie der stochastischen Prozesse bekannt:
Er berechnete 1913 die Buchstabensequenzen in russischer Literatur, um die Notwendigkeit der Unabhängigkeit für das Gesetz der großen Zahlen nachzuweisen. Die Berechnungen konnten zudem als Aussage über die Wohlgeformtheit der Orthographie von Buchstabenketten interpretiert werden. Aus diesem Ansatz entwickelte sich ein allgemeines statistisches Werkzeug, der sogenannte stochastische Markow-Prozess, aus dem sich zukünftige Entwicklungen auf Grundlage des gegenwärtigen Wissens bestimmen lassen. Heute findet sich z. B. eine Anwendung sogenannter Hidden Markov Models in der Handschriften- und Spracherkennungssoftware. Nach Markow sind u. a. die Markow-Ketten, die Markow-Ungleichungen und der Satz von Gauß-Markow benannt, weiter auch die Markoff-Zahl und der Markow-Operator.
Markows Theorie der stochastischen Prozesse findet Anwendungen in der Informatik, insbesondere in Hidden Markov Models für Spracherkennung und Prognosen. In der Statistik wird sein Ansatz zur Modellierung zufälliger Ereignisse, wie in der Lebensdauermodellierung und finanziellen Risikoanalyse, verwendet. In der Wirtschaftswissenschaft hilft sein mathematisches Modell, Unsicherheiten in Daten zu quantifizieren und zukünftige Entwicklungen vorherzusagen.

## Schriften
- A. A. Markoff: Differenzenrechnung. B. G. Teubner, Leipzig 1896 (archive.org [abgerufen am 8. September 2013]).
- A. A. Markoff: Wahrscheinlichkeitsrechnung. B. G. Teubner, Leipzig 1912 (archive.org und Volltext: Cornell University Library [abgerufen am 8. September 2013] Übersetzung der 2. russischen Auflage).